# Teresa Buelloni
Teresa Buelloni (Mantova, 27 maggio 1902 – Mantova, 22 giugno 1989) è stata una poetessa italiana.

## Biografia
Teresa Buelloni nacque a Virgilio di Mantova il 27 maggio 1902.
Rimase molto presto orfana di padre e a otto anni venne affidata all'orfanotrofio, Istituto delle Piccole Derelitte di Mantova, dove visse fino all'età di quindici anni. Nel 1917 morì anche la madre.
Manifestò talento per la composizione poetica in vernacolo ed in lingua italiana. Nel 1929 uscì Il canzoniere mantovano, il suo primo libro di poesie in dialetto mantovano, presentato da una poesia di Francesco Campogalliani.
Nell'arco della sua vita produsse parecchie raccolte. Godeva della stima dei letterati locali e artisti mantovani, alcuni dei quali illustrarono i suoi libri.
(Teresa Buelloni, Canti d'una vita, Prefazione dell'autrice, p. 7)
A causa di una salute cagionevole trascorse prolungati soggiorni in ospedali e Pie Case.
Da Roncoferraro, il 15 novembre 1971 si trasferì presso l'Istituto Geriatrico di Mantova dove rimase fino alla morte avvenuta il 22 giugno 1989.

## Poetica

### I temi
"Tra le rime l'autrice, con voce spesso nostalgica e triste, a volte arguta, ci parla della propria vita, dei propri amati ricordi familiari, tanto più cari in quanto troppo brevemente vissuti per non assumere toni di elegante e incantata serenità. Ma presto la sua voce ha risonanze più ampie, diventa quella stessa di Mantova. Non è però la Mantova dei Gonzaga e dei Canossa che parla, ma quella di piazza Virgilio ad esempio, dei quartieri più poveri insomma." (F. Fiorio)
"Formalmente le sue poesie sono dei micro-racconti in cui in pochi versi la Buelloni ci mostra un modo di intendere la vita carico di momenti di pathos. [...] La vita è un velo e la poesia è il suo ricamo. Con questi versi Teresa Buelloni ci consegna un'opera che è intrisa di quel mondo provinciale, sereno e monotono, abitudinario e a volte pettegolo, che ci circonda e che, però, non ha ancora perso quel fascino antico che pare essere la dimensione più autentica del vivere."(Marco Mantovani)

### Il dialetto
Nel 1997 l'editore "Tre Lune", presentando la ristampa della raccolta La me musa la torna, uscita nel 1937, definisce Teresa Buelloni: "...unica presenza femminile che si è creata uno spazio di prestigio nel mondo della poesia dialettale mantovana; anzi, ne è stata una delle voci più personali ed esclusive, forse l'unica che ha sperimentato, nell'apparente semplicità dei suoi versi, l'arduo tentativo di frangere il condizionamento del mezzo espressivo per riscattare, a volte con risultati non poveri, la sua ricerca lirica dall'angustia bozzettistica del quadretto di colore e dalla limitante ma irresistibile attrazione per la categoria umoristica nella quale si è costretta e frenata larga parte della produzione poetica mantovana."

### Le poesie in lingua
Nelle poesie scritte in italiano si può notare "...come la Buelloni avesse un talento naturale unito ad uno stile e ad una tecnica non avulsa dall'ottima conoscenza dei grandi maestri del Novecento, Pascoli e Gozzano in testa".

## Opere
- Buelloni, Teresa, Il canzoniere mantovano, presentato da una poesia di Francesco Campogalliani, Mantova - Tipografia La Stampa, 1929. Poesie in vernacolo.
- Buelloni, Teresa, La me musa la torna, Tipografia Eredi Segna, Mantova 1931; ristampa anastatica Tre Lune, Mantova 1997. Poesie in vernacolo.
- Buelloni, Teresa, La cardensa in dal camin. Poesie, prefazione di Amelio Schivi, Editore La voce di Mantova, Mantova 1937, copertina di Giulio Perina, 14 disegni di Giuseppe Facciotto, un disegno di Arturo Cavicchini. Poesie in vernacolo e una, l'ultima, in lingua italiana Anima di poeta vagabondo.
- Buelloni, Teresa, I canti della via, prefazione di Guido La Rocca, stampa L'estremo Oriente, Villafranca di Verona 1947.  Poesie in vernacolo e Poesie in lingua italiana.
- Buelloni, Teresa, I me fior in vedrina, prefazione di Filippo Fichera, Tipografia CITEM, Mantova 1959. Copertina e tavola di Rodolfo Stranieri. Disegni di Soragna, Margonari, Nicolini. Nella prima parte sono riedite poesie in vernacolo delle raccolte precedenti e nella seconda parte poesie in lingua italiana già edite ne I canti della via e alcune inedite.
- Buelloni, Teresa, Al me rosari, Grassi, Mantova 1969. 16 poesie in vernacolo inedite.
- Buelloni, Teresa, L'ultima stagione, prefazioine di Piero Genovesi Al coer ch'l'è grand acsi, Tipografia CITEM, Mantova 1974. parte prima: Poesie in vernacolo; Parte seconda: Poesie in lingua italiana.
- Buelloni, Teresa, Canti d'una vita, Prefazione dell'autrice, A. Sartori, Mantova 1975, copertina del pittore Sandro Negri. Poesie in lingua italiana.
- Buelloni, Teresa, Poesie stramnade, Il filo di Arianna, Mantova 1980, copertina e illustrazioni originali di Sandro Negri. 22 poesie inedite, in vernacolo e in italiano.
- Buelloni, Teresa, Poesie del vespero, Grassi, Mantova 1984.Parte prima: Poesie del vespero in lingua italiana (15 inedite); Parte seconda: Le poesie della soffitta in vernacolo (provenienti dalle precedenti raccolte).
- Buelloni, Teresa, Poesie scelte, prefazione di Luigi Pescasio, Mantova 1988. Poesie in lingua italiana-Poesie in vernacolo-Poesie della soffitta (in vernacolo).